# 馬爾他斯庫多
斯库多（Scudo，复数为scudi）是马耳他主权军事教团的官方货币 ，也是马耳他骑士团统治马耳他期间的货币，该教团于1798年結束對马耳他的统治。
馬爾他斯庫多细分为 12 个tarì （单数tarì ），每个tarì可再分割出20个grani（单数grano），grano則可分出6个piccioli （单数picciolo ）。現今馬爾他斯庫多与欧元挂钩（汇率为 1 斯库多兑 0.24 欧元，相当于 1 欧元 = 4 斯库多與2tarì ）。 

## 名稱
斯库多（Scudo）名稱來自義大利語，為一種在19世紀以前曾在義大利半島發行的貨幣名稱，而該名稱又來自於拉丁語（scutum），為盾的意思，緣自於該種貨幣上會出現的國家盾徽，與埃斯庫多、埃居屬於名稱同緣的貨幣單位，皆是由拉丁語"Scutum"演變而來的單位名稱。

## 歷史
首枚由醫院騎士團鑄造的斯庫多於1318年在罗得岛鑄造。
至1500年，這些硬幣開始出現具有代表性的設計－马耳他十字，一面是騎士團和團長的紋章，另一面是施洗者聖約翰的頭像。
而首次在馬爾他鑄造的斯庫多貨幣則是要等到1534年至1535年間成為医院骑士团團長的皮耶羅·德龐特（Piero de Ponte）統治時期開始的。
而之後硬幣的鑄造品質逐漸提高，尤其是在18世紀初安東尼奧·馬諾埃爾·德·維列納 （António Manoel de Vilhena） 統治的期間。
在某些時間裡，外國硬幣被允許與斯庫多一起在馬爾他流通，其中包含西班牙銀圓、威尼斯里拉、法國金路易等其他貨幣。
自1961年到2005年欧元开始使用以来，斯库多也是骑士团邮票上使用的货币。

## 硬幣
發行的硬幣面額有1、2+1⁄2、5和10 grani；1、2、4和6 tarì；1、1+1⁄4、1+1⁄3、2、 2+1⁄2、5、10和20斯庫多。
其中1、2+1⁄2、5和10 grani以及1 tarì是由銅鑄造的，2+1⁄2 grani等同15 piccoli。
而2、4及6 tarì，1、1+1⁄4、1+1⁄3、2和2+1⁄2斯庫多則是由銀鑄造，1+1⁄4、 1+1⁄3和2+1⁄2斯庫多等同15、16和30tarì的幣值。
而5、10及20斯庫多則是由黃金鑄造的。